# La Femme d'un autre et le mari sous le lit
La Femme d’un autre et le mari sous le lit (russe : Чужая жена и муж под кроватью) est une nouvelle humoristique de l'écrivain russe Fiodor Dostoïevski parue en 1848.
La première partie de La Femme d'un autre et le mari sous le lit paraît en septembre 1848 dans Les Annales de la Patrie sous le titre La Femme d'un autre - scène de la rue. La seconde partie, intitulée Le Mari jaloux - une aventure peu ordinaire, n'est publiée dans la même revue qu’en décembre 1848, t. LXI. L’auteur rassembla les deux nouvelles sous un seul titre dans l’édition de 1860.
La nouvelle a l'allure d'un vaudeville et met en scène les poncifs du genre. La thématique du triangle amoureux (ou plutôt du polygone, vu le nombre d'amants de l'héroïne), le ridicule pathétique des maris cocus (systématiquement beaucoup plus âgés que leur épouse), l'idée qu'une épouse jeune est forcément menteuse, volage et infidèle, les nombreux quiproquos auxquels donne lieu la situation, mais aussi l'abondance des dialogues, en particulier des échanges décousus et pleins de vivacité, des invraisemblances et des rebondissements imprévus de toutes sortes donne à cette pochade une allure de théâtre de boulevard.
Pour la critique russe de l'époque - pour Vissarion Belinski en particulier –, chacune des nouvelles que compose Dostoïevski après Les Pauvres Gens est « une nouvelle chute ». Aujourd'hui, la mention même de cette œuvre est extrêmement rare dans les ouvrages consacrés à Dostoïevski.
Selon Alexandre Soloviev cette farce, assez mesquine est surtout intéressante par sa forme, c'est presque du théâtre. La prépondérance des dialogues sur le récit est typique des œuvres postérieures de Dostoïevski. L'écrivain veut amuser ses lecteurs avec du comique légèrement scabreux, dans le genre de romans de Paul de Kock alors en vogue.

## Personnages
- Ivan Andréiévitch : mari cinquantenaire de Glafira Pétrovna. Présenté pendant la première partie simplement comme « le monsieur en pelisse de raton ». Sa femme l'appelle tantôt Coco, tantôt Jean.
- Ivan Ilyitch Tvarogov : jeune amant (jaloux) de Glafira Pétrovna. Présenté comme « le jeune homme à la veste fourrée », il n'apparaît que dans la première partie.
- Bobynitsyne : autre amant de Glafira Pétrovna.
- Glafira Pétrovna : Jeune épouse d’Ivan Andréiévitch, elle semble très volage.
- Liza : jeune femme chez qui, Ivan Andréiévitch se retrouve par erreur.
- Le mari de Liza : vieillard, qu'Ivan Andréiévitch appelle « Votre Excellence ».
- L'amant de Liza : jeune homme avec lequel Ivan Andréiévitch se retrouve sous le lit.

## Résumé

### Première partie
Saint-Pétersbourg, huit heures du soir. Un quinquagénaire aborde un jeune homme inconnu qui fait les cent pas devant un immeuble. L'homme mûr semble en plein désarroi, il hésite, puis se ravise et disparaît. Le manège se répète à plusieurs reprises. Le jeune homme comprend que l'homme qui l'aborde, Ivan Andréiévitch, est à la recherche d’une femme, qu'il prétend être la femme d'un autre. Malgré des explications pour le moins embrouillées et confuses, le jeune homme comprend que l'homme qui l'aborde est un mari qui espionne sa femme et qui cherche à la prendre en flagrant délit d'adultère. Le problème est que lui Tvarogov est l’amant qui espionne sa maîtresse, la femme d’Ivan Andréiévitch.
Tous deux rentrent dans l’immeuble au moment où la femme d’Ivan Andréiévitch, Glafira Pétrovna, sort d’un appartement au bras d’un autre homme. Sans se démonter, elle raconte une histoire à dormir debout à propos d'un accident de traineau, et repart avec son mari comme si de rien n'était.

### Seconde partie
Le lendemain, Ivan Andréiévitch surgit à l’Opéra italien, il est venu pour espionner sa femme Glafira, mais ne peut pas distinguer avec qui elle est. Il enrage, il reçoit par hasard le mot doux d’une femme qui donne rendez-vous à son amant.
Est-ce sa femme ? Ni une ni deux, il fonce à ce rendez-vous, il entre de force dans l’appartement, trouve une femme seule et en quelques secondes, il passe de l’état de mari jaloux qui vient surprendre sa femme à celui de l’amant qui se cache sous le lit en entendant les pas du mari qui rentre. La scène est encore plus comique quand il découvre qu’il y a un autre homme sous le lit de la dame, ce dernier se serait trompé d’étage, peut-être avait-il rendez-vous avec la femme d’Ivan Andréiévitch à l’étage du dessus.
Ils se disputent sous le lit mais sont obligés de faire silence lorsque le mari rentre. Malheureusement pour Ivan Andréiévitch le chien de la maison le découvre, il l’étrangle, son voisin s’éclipse et lui se retrouve en face du mari et de la femme.
Ses explications sont si décousues que la femme (soulagée) et le mari éclatent de rire et le renvoient chez lui.
Ivan Andréiévitch est de retour à la maison, sa femme Glafira, qui l’attendait, lui demande où il était, il ne sait que dire et dernière pitrerie, il sort de sa poche le cadavre du chien qu’il avait dissimulé.

## Éditions françaises
- La Femme d'un autre et le mari sous le lit, traduit par Ely Halpérine-Kaminsky 1888
- La Femme d'un autre et le mari sous le lit, traduit par Gustave Aucouturier, Paris, Éditions Gallimard, Bibliothèque de la Pléiade no 211, 1969 [Réédition 2006].  (ISBN 978-2-07-010179-5) (OCLC 718155573)
- La Femme d'un autre et le mari sous le lit, traduit par André Markowicz, Arles, Éditions Actes Sud, « Babel », 1994.  (ISBN 2-7427-0127-3)